# 오고 스즈카
오고 스즈카(大後 寿々花, 1993년 8월 5일 ~ )는 일본의 배우이다. 가나가와현에서 태어났으며, 소속사는 알파 에이전시.

## 내력
- 2000년 11월, 극단 히마와리에 입단해, 메이이자의 가을 연극축제 《나라훔친 이야기》 (国盗り物語)로 데뷔.
- 2005년, 유키사다 이사오 감독의 《북의 영년》에 출연한다. 이 작품에 같이 출연한 와타나베 겐의 추천으로 영화 《게이샤의 추억》에 출연, 여주인공 장쯔이의 어린시절을 연기하며 11살에 할리우드에 데뷔한다.
- 2006년 12월, 극단 히마와리에서 나와, 카타마란으로 소속사를 이적.
- 2007년 4월, 《섹시 보이스 앤 로보》로 연속 드라마 첫 여주인공을 맡았다.
- 2010년 1월, 신춘 드라마 스페셜 《후쿠스케》에서 드라마 첫 주연을 맡았다.
- 2011년 11월, 《기묘한 이야기 2011년 가을 특별편》 〈왕따당하는 아이〉에 나가세 히나코 역으로 출연.
- 2013년 2월, CATAMARAN에서 알파 에이전시로 소속사를 이전했다.

## 인물
본인은 '부끄럼쟁이, 급한 성미, 어리바리'라고 자신의 성격을 표현한다. 드라마나 영화 등 연기를 할 때는 차분하며 실제 나이보다 어른스러운 인상이지만, 평소에는 활발하고 시끄러운 성격이라고 잡지 인터뷰에서 말하고 있다.
같은 반 친구인 탤런트 시다 미라이와 친하다.

## 출연

### 드라마
- 2001년 《환영! 단지키 일행님》
- 2002년 《사람에게 상냥하게》 - 카메야마 리카 역
- 2002년 《고쿠센》 - 야마구치 쿠미코 (어린 시절) 역
- 2002년 《천재 야나기사와 교수의 생활》
- 2002년 《고쿠센 리턴즈 총 모음&12월의 양쿠미 스페셜》 - 야마구치 쿠미코 (어린 시절) 역
- 2003년 《행복이 피었다~결혼 상담소 이야기~》 - 스도 치사토 역
- 2003년 《스튜어디스형사》 - 손수건의 자수를 보여주는 소녀 역
- 2003년 《여기는 혼이케가미 경찰서 제2시리즈》
- 2003년 《Dr.코토 진료소》 - 나카무라 슈코 역
- 2003년 《사랑의 집~울보 사토와 7명의 아이들~》 - 노다 미카 역
- 2004년 《Dr.코토 진료소 특별편》 - 나카무라 슈코 역
- 2004년 《영원의 사랑 이야기~아베 사다무와 키치죠》
- 2004년 《Dr.코토 진료소 2004》 - 나카무라 슈코 역
- 2005년 《너무 귀여워》 - 아마노 미키 역
- 2005년 《건너편 상점 지배인 카가미 센타로의 추리Ⅲ 신들의 마을·타카 치호의 불타는 밤 살인사건》 - 야츠 리카코 역
- 2006년 《사망추정시각》 - 와타나베 미카 역
- 2006년 《여기는 모리나카 탐정당》 - 마루야마 카린 역
- 2006년 《Dr.코토 진료소 2006》 - 나카무라 슈코 역
- 2007년 《섹시 보이스 앤 로보》 - 하야시 니코 역
- 2007년 《갈릴레오 제5장》 - 야지마 아키호 역
- 2007년 《츄라우미에서 온 연하장》 - 우라사키 에리 역
- 2008년 《눈동자》 - 시마다 나오코 역
- 2008년 《시바토라~동안 형사·시바타 타케토라~》 - 호쇼 미츠키 역
- 2008년 《눈동자 총 모음》 - 시마다 나오코 역
- 2009년 《시바토라~동안 형사! 사상 최대의 위기 스페셜》 - 호쇼 미츠키 역
- 2009년 《사무라이 하이스쿨》 - 모치즈키 유나 역
- 2010년 《후쿠스케》 - 이가라시 루미코 역
- 2010년 《시바토라~안녕, 동안 형사 스페셜~》 - 호쇼 미츠키 역
- 2011년 《나는 굴복하지 않아~특수 검찰과 싸운 여성 관료와 가족들의 465일》 - 나카이 미사 역
- 2011년 《기묘한 이야기 2011 가을 특별편》 〈왕따당하는 아이〉 나가세 히나코 역
- 2017년 《지금부터 당신을 협박합니다》〈2화 의뢰인〉 카사야 사와코 역

### 영화
- 2003년 《울트라맨 코스모스 VS 울트라맨 저스티스 THE FINAL BATTLE》 - 미오 역
- 2003년 《방심은 금물》 - 입원해 있는 소녀 역
- 2004년 《북의 영년》 - 코마츠하라 타에 (어린 시절) 역
- 2005년 《게이샤의 추억》 - 치요 (사유리의 어린 시절) 역
- 2006년 《발트의 낙원》 - 프란츠 역
- 2007년 《머나먼 하늘로 사라진》 - 하쿠슈 히하루 역
- 2008년 《구구는 고양이다》 - 인간 사바 역
- 2009년 《가슴 배구단》 - 테라지마 미카코 (중학교 시절) 역
- 2009년 《소녀 이야기》 - 타카하라 나오미 (고교 시절) 역
- 2009년 《카무이외전》 - 사야카 역
- 2011년 《종이 풍선~저 별은 언제 나타날까~》 - 아메미야 에노바 역
- 2012년 《수프: 다시 태어나는 이야기》 - 야노 역
- 2012년 《키리시마가 동아리활동 그만둔대》 - 사와지마 아야 역
- 2015년 《애도하는 사람》

### TV 애니메이션
- 2008년 《미치코와 핫친》 - 핫친

## 수상
- 2005년
  - 일본영화비평가대상 신인상 (《게이샤의 추억》)

- 2007년
  - 더 텔레비전 제53회 드라마아카데미상 여우조연상 (《섹시 보이스 앤 로보》)